# Apiocera ornata
Apiocera ornata är en tvåvingeart som beskrevs av Paramonov 1953. Apiocera ornata ingår i släktet Apiocera och familjen Apioceridae. Inga underarter finns listade i Catalogue of Life.